# Lycée Vaucanson (Grenoble)
 (février 2019).
Si vous disposez d'ouvrages ou d'articles de référence ou si vous connaissez des sites web de qualité traitant du thème abordé ici, merci de compléter l'article en donnant les références utiles à sa vérifiabilité et en les liant à la section « Notes et références ».
 (avril 2019).
Le lycée Vaucanson est un établissement français d'enseignement secondaire et supérieur à Grenoble. Le lycée est nommé en hommage à l'inventeur et mécanicien français Jacques Vaucanson, né le 24 février 1709 à Grenoble.
Depuis 1836, le lycée Vaucanson est spécialisé dans les sciences et techniques et possède une section de classe préparatoire aux grandes écoles telles l'école des Arts et Métiers, l'École des Mines de Paris, ou les Ponts et chaussées. Son site actuel est connu pour avoir été le lieu des Jeux olympiques du Rondeau à partir de 1832, au cours desquels s'illustra le jeune Henri Didon, futur inventeur de la devise olympique « Citius, Altius, Fortius » lors de sa rencontre avec Pierre de Coubertin,.   
Outre ses classes préparatoires scientifiques, l'établissement dispense des enseignements professionnels (CAP, BAC professionnel et BTS) et prépare au baccalauréat général ainsi qu'au baccalauréat sciences et technologies de l'industrie et du développement durable (STI2D).
Le lycée abrite un centre de formation pour adultes (GRETA), des sportifs de haut niveau en rugby et judo, une section d’accueil d’élèves allophones et une Mission de lutte contre le décrochage scolaire.

## Histoire
Appelé aujourd’hui lycée polyvalent Vaucanson, il succède à ce qui a été autrefois, l'École professionnelle Vaucanson, École pratique de commerce et d’industrie Vaucanson, collège d’enseignement technique et lycée Technique. Depuis sa création en 1836, le lycée prépare ses élèves aux professions commerciales et industriels (école des Arts et Métiers, école des Mines, Ponts et chaussées),,,,. 

### Naissance de l'école en 1836
Au passage de la loi Guizot du 28 juin 1833 sur l'instruction primaire, Grenoble est déjà dotée d'une école mutuelle laïque et de plusieurs écoles tenues par des congrégations religieuses. Elle crée en outre en 1836 une école supérieure qui prépare aux professions commerciales et industrielles, à l'école des Arts et Métiers, à celle des Mines, aux emplois des Ponts et Chaussées et des Administrations publiques. À sa création, après un passage éclair de M. Clopin, professeur de la ville, l'école est entièrement organisée par Sulpice-Théodore Hauquelin (1813-1893), élève de l'École Normale de Versailles. Il en exerce la direction pendant quarante ans, et imprime durablement sa marque sur l'école et les industries locales qui en employent les élèves. L'institution elle-même est familièrement connue comme « l'école du père Hauquelin ».
À ses débuts l'école compte 19 élèves en première année. Elle est située dans la tour de l'Hôtel de Ville de Grenoble. L'enseignement est dispensé sur trois ans et son coût est de 60 francs par an de 1838 à 1839. Des places gratuites sont offertes sous forme de bourses accordées sur concours aux meilleurs élèves des écoles communales élémentaires.
L'école se développe rapidement : 108 élèves en 1841, 170 en 1846, elle est dans l'obligation de changer de locaux en 1844 et s'installe rue de la Halle (aujourd'hui rue de la République). 

### Création d’une école professionnelle et d'un internat en 1851
Le maire Frédéric Taulier propose en 1850 au conseil municipal de créer une École professionnelle dispensant un enseignement pratique et préparant aux carrières industrielles, commerciales et agricoles. Cette proposition est adoptée le 29 juillet 1850. Pour des raisons d'espace, et afin de créer un internat, l'école est transférée dans l'ancien couvent des Ursulines situé dans la rue de la Citadelle (future rue Hauquelin en 1894). Ainsi, Grenoble venait de se doter d'un établissement unique en France, prêt à diffuser un enseignement technique de qualité. 
Cette nouvelle école ouvre ses portes le 1er janvier 1851 avec toujours à sa tête Sulpice-Théodore Hauquelin. Le nouvel enseignement dure quatre années et son coût est de six francs par mois pour les externes, et 450 francs par an pour les internes (en 1857 les tarifs augmentèrent respectivement à huit et de 550 francs). L'État, le département et la ville attribuent des bourses aux plus méritants. L'internat est limité à deux élèves et les autres pensionnaires sont accueillis par des familles grenobloises.
Le 13 septembre 1876, par délibération, le conseil municipal du maire Auguste Gaché donne le nom de Vaucanson à l'école professionnelle. La même année, succédant à Sulpice Hauquelin, M. Perrin prend la direction de l'école et réorganise l'enseignement. Il met en place notamment l'accès aux études du matin et du soir aux élèves externes, l'étude des langues vivantes et le développement de travaux manuels.
En 1881, le génie mécanique entre dans l'école, des ateliers équipés de forges, d'étaux, de tours, de bancs de menuiserie, de scies à ruban, etc. sont construits et l'ancienne chapelle est transformée en salle de manipulation chimique, et en salle de modelage ou de moulage de plâtre ou de ciment.
Le nombre d'élèves passe de 275 en 1876, à 423 en 1888. À la suite de la Loi Jules Ferry du 16 Juin 1881 et d'un accord entre La municipalité de Grenoble et l'État l'externat devient gratuit.

### École pratique de commerce et d’industrie Vaucanson en 1898
Après deux ans de bataille administrative entre élus locaux et le Ministère de l'Instruction Publique, et après une petite dizaine d'années qu'un projet de création d'une école de commerce à Grenoble a été  évoqué, la municipalité, le Rectorat, la Préfecture, des professeurs de Faculté, permettent d'obtenir un accord actant le rattachement de l’École au Ministère du Commerce et de l'Industrie (décret du 15 août 1897). Elle prend alors le nom d'École pratique de commerce et d'industrie Vaucanson.
Un Conseil de perfectionnement est aussitôt constitué, sous la direction de M. Perrin toujours à la direction de l'école. Un nouveau programme est élaboré dans l'objectif d'enrichir l'enseignement dispensé jusqu'à ce jour, d'un enseignement technique dirigé vers les applications pratiques. Une large place est réservée à l'électricité issue de la houille blanche dont l'histoire commence d'ailleurs en Dauphiné.
À la fin de l'année scolaire 1898, Charles Caillard, surveillant général, prend la direction de l’École.  
Pendant ces 12 année de direction, il a pour mission la transformation de l'école. Il doit simultanément gérer les problématiques de locaux non adapté aux besoins des nouvelles formations et l'organisation et l'aménagement de nouveaux cycles d'études, de nouvelles méthodes d'enseignement,et de faire évoluer les mentalités du personnel et des familles.
Il travaille sur :
- un projet de transfert de l’École au boulevard Gambetta ;
- la mise en place d'une cinquième année pour électriciens et chimistes industriels ;
- la mise en place d'une section de ganterie en collaboration avec la Chambre syndicale ;
- la société de patronage de nos jeunes compatriotes à l'étranger ;
- la participation de l'école à l'Exposition universelle de 1900 où trois établissements seulement de l'ordre de l'École Vaucanson, dont l'École Vaucanson elle-même obtinrent un grand prix.

### Première Guerre mondiale
En 1910, M. Froumenty prend la direction de l'école Vaucanson. Il a pour mission première d’accélérer le transfert de l'École au boulevard Gambetta et obtient en juillet 1914, une importante subvention de l'État pour la mise en place de ce transfert. Le 2 août, la France est sur le pied de guerre. À la suite de la mobilisation française de 1914 M. Froumenty est mobilisé et pendant quatre ans l'École vit avec des moyens de fortune. Il fut attendre la fin de 1918 pour voir l'École retrouver une vie normale ou presque.
En 1919, Monsieur Froumenty prend la direction de l'École nationale professionnelle de Vierzon. M. Roumajon prend la direction de l'école. Il assure l'implantation de l'école dans de nouveaux locaux en 1925. Le projet du Boulevard Gambetta est abandonné au profit du site de la rue Anatole-France, sur un terrain de plus de 25 hectares ayant abrité le petit séminaire du Rondeau. La première pierre est posée le 7 novembre 1922. L'école est transférée en 1925. Il obtient également le rattachement à Vaucanson de l’École Hôtelière afin d'en améliorer l'organisation. Le site du Rondeau, à cette époque, est une vaste plaine agricole. 
Dans l'esprit de la loi Astier du 25 juillet 1919, il met en place une série d'enseignements professionnels postscolaires :
- atelier ambulant d'artisanat rural ;
- rattachement à Vaucanson de l’école d'agriculture d'hiver ;
- cours professionnels pour militaires ;
- cours d'enseignement ménager ;
- encouragement et aide à l'A.P.P.S.[Quoi ?]

### Création d'ateliers de chaudronnerie, de fonderie et de papeterie en 1928
En 1928, M. Constans prend la direction de l'école Vaucanson. Il réalise le rattachement à l’école de la section des élèves conducteurs électriciens de l'Institut, aidé en la matière par le doyen de l'université des sciences, René Gosse. C'est pendant cette période que sont aussi créés les ateliers de chaudronnerie et de fonderie et l'École des métiers de la papeterie.
En 1932, M. Vigouroux prend le poste de directeur. Il continue l’œuvre de ses prédécesseurs par la modernisation de école hôtelière  Lesdiguières, l'agrandissement du bâtiment industriel et de l'atelier de mécanique pour recevoir les 960 élèves inscrits et la construction de l'annexe de Vaucanson rue de l'Ancien Champ de Mars, sous l'égide de l'A.P.P.S., annexe qui abrite 164 cours différents et 1 440 élèves.
Le 5 avril 1936, l'école Vaucanson fête son centième anniversaire dans les locaux de l'école hôtelière  Lesdiguières. En 1937, l'effectif est de 1 071 élèves et un nouveau bâtiment dut être construit et aménagé en 19 salles de classe modernes, mises à la disposition des sections préparatoires, commerciales, hôtelières et industrielles. Les ateliers sont également considérablement agrandis.
En 1938, en accord avec la municipalité, la Chambre de commerce et d'industrie de Grenoble et la Direction générale de l'enseignement technique, un atelier école d'apprentissage est annexé à l'école pratique.

### Seconde Guerre mondiale
Pendant cette période, les Allemands favorisent le fonctionnement de l'école qui, par son enseignement technique forme des jeunes potentiellement aptes à leur rendre service ultérieurement dans le cadre du S.T.O.
À la suite de la destruction de la caserne du 4e génie, et pour des raisons de sécurité les troupes d'occupation réquisitionnent l'école en décembre 1943. Ce qui a pour conséquence, la suppression de l'internat et une réduction de l'effectif élèves. Les cours continuent dans des écoles primaires Jean-Jaurès et Anatole-France, l'A.P.P.S. rue de l'Ancien Champ de Mars, les ateliers rue Moyrand, l'Institut Fourier place Doyen Gosse, l'Institut Électrotechnique avenue Félix-Viallet, etc.
En 1943, l'École pratique de Commerce et d'Industrie perd son originalité[C'est-à-dire ?] et devient collège d'enseignement technique. Il est rattaché au ministère de l'Éducation nationale.
En 1944, M. Mouttet, prend la direction de l'école pendant un an. Puis M. Jouet lui succède en 1945, il réalise le passage d'École pratique de Commerce et d'Industrie à celui de collège d'enseignement technique. Les formations changent d'appellation, les programmes et leur contenu évoluent pour répondre aux besoins d'une économie renaissante, toujours dans le but de préparer les élèves à des carrières commerciales, industrielles et aux écoles d'arts et métiers.

### Après guerre
Le recrutement reste inchangé des internes viennent de la France entière, ainsi que de l'étranger comme auditeurs libres. L'accès se fait par concours. De 1946 à 1949, environ 350 candidats sur 950 sont admis au CET. Le collège compte alors 1 150 élèves dont 450 internes.
Les ateliers couvrent 8 000 m2, le parc de machines est de 188, et quinze spécialités professionnelles sont enseignées.
Une section d'électromécaniciens est créée, ainsi qu'une section radio voit le jour. À partir de 1956, le Collège possède un cycle complet de quatre ans pour techniciens et techniciens supérieurs en électricité et en radio. 
Un laboratoire d'hydraulique est construit au profit des électrotechniciens, une section d'aide-chimiste est ouverte après la réfection totale de l'ancien laboratoire de chimie. La mise en place de ces formations a nécessité la construction de nouveaux ateliers, de nouvelles salles de technologie et la mise en place de nouvelles machines dont le parc est maintenant de 363.
En 1960, ouverture de nouvelles sections et réalisations de nouveaux aménagements : salles de classe, amphithéâtres divers, salle de dessin, foyer pour internes, etc. Le recrutement est toujours aussi attractif 1 720 candidats pour 450 places.
En 1961, M. Gournay prend la direction du CET Vaucanson et l'annexe de Vaucanson, gérée par l'A.P.P.S. devient autonome. En 1964, M. Gournay a la responsabilité, de transformer l'établissement en lycée technique d'État préparant à des baccalauréats techniques et à des brevets de techniciens tout en conservant la fonction « collège technique » préparant à des C.A.P. (certificats d'aptitudes professionnelles) et à des B.E.P. (brevets d'enseignement professionnel).
En 1966, le lycée s'équipe d'un nouvel ensemble sportif sur plus de 21 000 mètres carrés :
- un gymnase couvert de 2 800 mètres carrés ;
- des terrains de jeu collectifs divers (volley, basket, handball, football, etc.) ;
- des aires pour l'athlétisme (course, saut, lancé, etc.) ;
- puis, en 1968, une piscine couverte et chauffée.

M. Auffray en 1969 puis M. Coutin en 1972, prennent la direction du lycée durant cette période de nombreuses sections sont transférées vers d'autres établissements nouvellement créés (aide-chimiste, mécanicien automobile, certains techniciens supérieurs, etc.), ou prennent leur autonomie (école hôtelière, etc.).

## Personnalités formées au Lycée Vaucanson[16],[8]
- Casimir Brenier[17]
- Charles Bertier
- Auguste Davin
- Joseph Paganon
- Jean Pomagalski[18],[19]